# Pteromalus pygmaeolus
Pteromalus pygmaeolus is een vliesvleugelig insect uit de familie Pteromalidae. De wetenschappelijke naam is voor het eerst geldig gepubliceerd in 1938 door Statz.